# Onthophagus vespertilio
Onthophagus vespertilio là một loài bọ cánh cứng trong họ Bọ hung (Scarabaeidae).